# Google Play
Google Play (früher Android Market) ist ein App Store des US-amerikanischen Unternehmens Google, der Mobile Apps, Handyspiele, E-Books, Hörbücher, Filme und Fernsehserien anbietet. Google Play wurde am 28. August 2008 als Android Market angekündigt und am 22. Oktober 2008 für die Nutzung zur Verfügung gestellt. Früher gehörten zum Angebot auch Musik und digitale Zeitschriften.
Der Dienst ist auf Android-Geräten sowie seit dem 2. Februar 2011 über Webbrowser erreichbar. Am 6. März 2012 wurde der Android Market in Google Play Store umbenannt und vereinte damit die früheren Einzelangebote Google Play Musik, Google Play Filme & Serien und Google Play Bücher. Google Play lässt sich nur mit einem Google-Konto nutzen. Die App Google Play ist auf Android-Geräten meist vorinstalliert.

## Google Play Store

Badge Bei Google Play herunterladen

Google Play Store ist ein App-Marktplatz, über den Apps (inklusive Spielen) auf Android-Smartphones, -Tablets, -Smartwatches und -TV-Geräten installiert werden können. Die angebotenen Apps stammen fast ausschließlich von Drittunternehmen und freien Softwareentwicklern. Es werden sowohl kostenlose als auch kostenpflichtige Apps angeboten, wobei der Anteil an kostenlosen Apps überwiegt.
Ab Version 3.3.11 kann der ehemalige Android Market Aktualisierungen automatisch einspielen, wenn dies keine neue Berechtigung erfordert. Apps können mit einem Webbrowser von einem anderen Gerät aus installiert werden. Zu installierende Programme werden dabei an das Android-Gerät gesendet und dort installiert. Apps in Google Play werden von der International Age Rating Coalition Alterskategorien zugeordnet.
Im August 2014 wurde der Erstattungszeitraum für Apps auf 2 Stunden (zuvor 15 Minuten) nach dem Kauf erhöht.

### Google Play Instant
Seit Mai 2018 können Spiele direkt im Play Store über den Dienst Google Play Instant ohne eine permanente Installation angespielt werden. Dazu werden bis zu 15 MB große APKs heruntergeladen. Der Dienst wurde auf der Google I/O 2016 angekündigt und startete 2017 in die Beta-Phase. Zu den Spielen gehören vor allem Demo-Versionen zum Test vor einem Download und kleinere Spiele, um Speicherplatz zu sparen. Bisher unterstützen wenige Spiele im Play Store diese Funktion. Ebenfalls werden interaktive Instant-Demo-Spiele über den Dienst AdMob als Werbebanner in einigen Apps verwendet.

### Angebotene Apps
Anfang 2012 waren im Android Market rund 360.000 Apps verfügbar, die insgesamt über 10 Mrd. Mal heruntergeladen wurden. Die Anzahl aller bisher hochgeladenen Anwendungen ist höher, da Apps auch wieder entfernt werden. Der Umsatz betrug 2010 circa fünf Mio. US-Dollar pro Monat. Etwas mehr als 15 Prozent der Apps in Google Play sind Spiele. Kostenfreie Software macht etwa 65 Prozent der Software des Stores aus. Im Mai 2013 wurden weltweit 48 Milliarden Apps von Google Play heruntergeladen. Anfang 2013 waren über 800.000 Inhalte verfügbar. Google Play überholte damit Apples App Store.
Der Umsatz von Google Play im Jahr 2016 betrug circa 12 Milliarden US-Dollar. In Google Play waren im März 2018 circa 3,67 Millionen Apps verfügbar. Bis zum November 2018 sank diese Zahl auf circa 2,53 Millionen Apps. Der Rückgang ist durch veränderte Qualitätskriterien seitens Google bedingt: Google nahm circa 1,2 Millionen Apps aus dem App Store.
Ab dem 1. November 2022 müssen Entwickler für Apps eine Android-Minimum-Version und eine Target-Version angeben. Das hat auf die Listung im Play Store und auf verfügbare APIs Auswirkungen. Mindestens eine Target-Version darf nicht älter als zwei Android-Generationen sein. Ist im November 2022 Android 13 verfügbar, müssen Apps mindestens Android 11 bedienen.
Andernfalls wird der Google Play Store die App für neue Nutzer nicht anzeigen und bei Nutzung eines Direktlinks die Installation nicht erlauben. Es ist eine Vertriebs-Blockade für Nutzer, die jene App noch nicht installierten.
| Anzahl der Apps nach Datum | Anzahl der Apps nach Datum | Anzahl der Apps nach Datum | Anzahl der Apps nach Datum |
| Jahr                       | Monat                      | Verfügbare Apps            | Davon Spiele               |
| -------------------------- | -------------------------- | -------------------------- | -------------------------- |
| 2008                       | Oktober                    | 167                        | 27 %                       |
| 2008                       | Dezember                   | 3800                       | 21,5 %                     |
| 2009                       | Juli                       | 8000                       | 19,3 %                     |
| 2009                       | September                  | 9000                       | 18,5 %                     |
| 2009                       | November                   | 14.000                     | 16 %                       |
| 2010                       | Januar                     | 21.000                     | 15 %                       |
| 2010                       | März                       | 31.000                     | 13,1 %                     |
| 2010                       | Mai                        | 50.000                     | 11,8 %                     |
| 2010                       | Juli                       | 90.000                     | 11 %                       |
| 2010                       | September                  | 120.000                    | 13,3 %                     |
| 2010                       | Oktober                    | 156.000                    | 13,4 %                     |
| 2010                       | Dezember                   | 200.000                    | 14 %                       |
| 2011                       | Januar                     | 230.000                    | 18 %                       |
| 2011                       | Februar                    | 270.000                    | 18 %                       |
| 2011                       | März                       | 300.000                    | 18 %                       |
| 2011                       | April                      | 340.000                    | 18 %                       |
| 2011                       | Mai                        | 360.000                    | 18 %                       |
| 2011                       | Juni                       | 390.000                    | 16,1 %                     |
| 2011                       | Juli                       | 420.000                    | 15,9 %                     |
| 2011                       | August                     | 480.000                    | 15,7 %                     |
| 2011                       | September                  | 510.000                    | 15,5 %                     |
| 2011                       | November                   | 580.000                    | 15,0 %                     |
| 2011                       | Dezember                   | 595.000                    | 14,7 %                     |
| 2012                       | Januar                     | 610.000                    | 14,5 %                     |
| 2012                       | Februar                    | 645.000                    | 15,1 %                     |
| 2012                       | November                   | 700.000                    | 16,2 %                     |
| 2012                       | Dezember                   | 845.000                    | 18,1 %                     |
| 2013                       | Februar                    | 800.000                    |                            |
| 2013                       | April                      | 850.000                    |                            |
| 2013                       | Juli                       | 1.000.000                  |                            |
| 2014                       | Juni                       | 1.200.000                  |                            |
| 2014                       | Juli                       | 1.300.000                  |                            |
| 2014                       | Dezember                   | 1.430.000                  |                            |
| 2015                       | Q1                         | 1.500.000                  |                            |
| 2016                       | Q1                         | 1.900.000                  |                            |
| 2018                       | Q2                         | 3.700.000                  |                            |
| 2018                       | Q4                         | 2.500.000                  |                            |
| 2019                       | Mai                        | 1.667.954                  |                            |
| 2020                       | Januar                     | 2.098.230                  |                            |
| 2021                       | Januar                     | 2.846.042                  |                            |
| 2022                       | Januar                     | 2.690.127                  |                            |
| 2023                       | Januar                     | 2.740.610                  |                            |
| 2024                       | Januar                     | 2.405.537                  |                            |

Google kann Apps ohne Nachfrage des Nutzers löschen und installieren. Falls Google eine kostenpflichtige App löscht, erhält der Kunde den Kaufpreis zurück. Im Juni 2010 löschte Google erstmals Apps auf Endgeräten der Anwender  durch einen Fernzugriff, nachdem Sicherheitsexperten demonstriert hatten wie einfach Schadprogramme mit Android zu verbreiten sind.

### Entwicklerprogramm
Die Anmeldung für Entwickler in Google Play kostet einmalig 25 US-Dollar. Das Anbieten kostenpflichtiger Apps in Google Play ist Entwicklern mit Wohnsitz in ausgewählten Staaten, darunter seit dem 13. Mai 2009 Deutschland und Österreich, vorbehalten. Zusätzlich stellt Google die Android Developers Platform zur Verfügung. Dort stellt Google Tutorials, Code-Beispiele, technische Artikel sowie Tipps und Tricks zur Verfügung. Der Verkaufspreis kann in den meisten Ländern vom Entwickler frei bestimmt werden.
Bis 2015 verzichtete Google auf inhaltliche Prüfungen jeder App – abgesehen von automatischen Prüfungen auf korrektes Starten und Beenden. Seit Februar 2012 werden Apps vor der Freigabe auf interne Malware überprüft. Seit 2015 werden Apps zudem von Mitarbeitern überprüft. Der App-Prüfungsprozess wurde 2024 ausgeweitet und strenger.
Den Google Play Store nutzen Entwickler nur kostenlos für kostenfrei angebotene Apps. Für kostenpflichtige Apps erhält Google 30 Prozent Provision (abgesehen von Abos), wie Apple und Microsoft.
Auch In-App-Käufe werden im Play Store bezahlt – wiederum mit 30 % Provision. Eine Ausnahme besteht seit dem 1. Juli 2021 für die erste Million US-Dollar in einem gegebenen Jahr, auf diese wird nur eine Provision von 15 % fällig. Ab dem 1. Juni 2022 verbietet Google App-Entwicklern alternative Bezahlmethoden anzubieten, wenn die App vom Play Store bezogen wurde, nachdem dies bereits bei Apple galt. Damit will Google den Umsatz steigern. Entwickler verlieren Umsätze, da alternative Abwickler geringere Gebühren einbehalten.

## Google Play Bücher
Unter dem Angebotsnamen Google Play Bücher sind seit dem 14. Juni 2012 E-Books in Deutschland erhältlich. Seit 2018 werden Hörbücher in 45 Ländern (darunter Deutschland, Österreich und Schweiz) und neun Sprachen angeboten.

## Google Play Spiele
Auf der Google I/O 2013 wurde der Dienst Google Play Spiele vorgestellt. Er unterstützt den Abgleich von Punkteständen zwischen Spielen auf Android, iOS und webbasierten Anwendungen. Entwickler können mit einer Programmierschnittstelle Mehrspieler, Ranglisten und sogenannte „Erfolge“ implementieren.
2013 bis 2016 wurden Informationen aus Play Spiele mit einem Profil auf Google+ synchronisiert, sodass Spiele und Spielstände mit Freunden geteilt werden konnten.
Seit 2023 steht ein namensgleicher Android-Emulator für Windows zur Verfügung, mit dem Spiele aus dem Google Play Store gespielt werden können.

## Ehemalige Angebote

### Google Play Musik (ersetzt durch: YouTube Music)

Screenshot des Angebots (2012)

Google Play Musik (davor Google Music) war ein am 16. November 2011 in den USA eröffneter Musikstreaming-Dienst und Musik-Onlineshop. Er unterstützte die Musikwiedergabe auf PCs, auf Smartphones und Tablets mit Android oder iOS. Ab Dezember 2020 ersetzte YouTube Music das Angebot von Google Play Music.
Google Play Musik wurde auf der Entwicklerkonferenz I/O 2010 angekündigt. Am 11. Mai 2011 wurde auf der I/O-Konferenz Google Play Musik als Music Beta by Google offiziell vorgestellt und ging in den USA mit eingeschränkten Funktionen in die Beta-Phase. Die Veröffentlichung in Deutschland erfolgte am 12. November 2012. Bis zu seiner Einstellung war Google Play Musik in 63 Ländern verfügbar.
Musik konnte auf einem Endgerät gespeichert werden, um sie ohne Verbindung zu Google Play Musik anzuhören und mittels App abzuspielen. Kostenlos konnten bis zu 50.000 eigene Musikstücke in der Cloud mit der Software Google Play Musik-Manager speichern.
Um eine kommerzielle Vermarktung von Musik über die neue, eigene Plattform zu ermöglichen und Google Play Musik am Markt zu etablieren, ging Google ab 2011 vertragliche Kooperationen mit drei Major-Labels (Universal Music, EMI und Sony Music) sowie einigen Independent-Labels ein. Im Rahmen des Starts von Play Musik veröffentlichten mehrere Künstler dort kostenlose Songs und exklusive Alben. So debütierten beispielsweise The Rolling Stones mit exklusiven Live-Aufnahmen.
Am 15. Mai 2013 kündigte Google auf der I/O 2013 Google Play Music All Access an. Genauso wie bei anderen Streaming-Diensten, wie zum Beispiel Spotify oder Apple Music, konnte der Nutzer unbegrenzt Musik aus großen Teilen des Katalogs von Play Musik hören. Zu Beginn wurde der Dienst lediglich in den USA angeboten, war später aber auch in vielen Ländern Europas verfügbar, darunter seit Dezember 2013 auch in Deutschland. In den Vereinigten Staaten war bei dem Abonnement zudem der Zugang zu YouTube Red (heute YouTube Premium) enthalten.
Im Jahr 2018 kündigte Google an, dass Google Play Musik geschlossen wird, da dessen Funktion zu YouTube Music und Google Podcasts verlagert wird.
Hierzu bot Google Transfer-Dienste an. Ab Oktober 2019 wurden Smartphones mit dem Betriebssystem Android 9 oder 10 ab Werk nicht mehr mit Google Play Music ausgestattet. Google setzte auf die hauseigene Alternative YouTube Music. Im Jahr 2020 gab Google bekannt, die Plattform Google Play Music bis Ende des Jahres schrittweise einstellen zu wollen. Ab Oktober 2020 war die Nutzung der Google-Play-Music-App nicht mehr möglich. Nutzer konnten ihre Musiksammlungen und Kontoinformationen jedoch bis Dezember 2020 kostenlos zu YouTube Music migrieren.

### Google Play Filme & Serien (ersetzt durch: Google TV)
Google Play Filme & Serien war ein im August 2012 in Deutschland gestarteter Video-on-Demand-Dienst. Zuvor war dieser bereits in den USA und einigen anderen Ländern verfügbar. 2021 ersetzte Google TV das Angebot und die App. Dieses zeigt jetzt auch Inhalte von anderen Streaming-Diensten an.
Filme und Fernsehserien konnten in SD- und HD-Qualität ausgeliehen oder gekauft werden. Ebenfalls waren Filme und Fernsehserien in 4K UHD erhältlich. Seit November 2015 werden von Google auch in Deutschland Serien angeboten.

### Google Play Kiosk (ersetzt durch: Google News)
2013 startete Google den Google Play Kiosk (englischer Name: Google Play Newsstand). Dieser bot neben Nachrichten und Web-Feeds kostenlose und kostenpflichtige Zeitschriften. Damit vereinigte Google die vormaligen Angebote Google Play Magazine und Google Currents in einer App. Das Angebot wurde zum 6. November 2018 zugunsten von Google News eingestellt.

## Bezahlkonzept

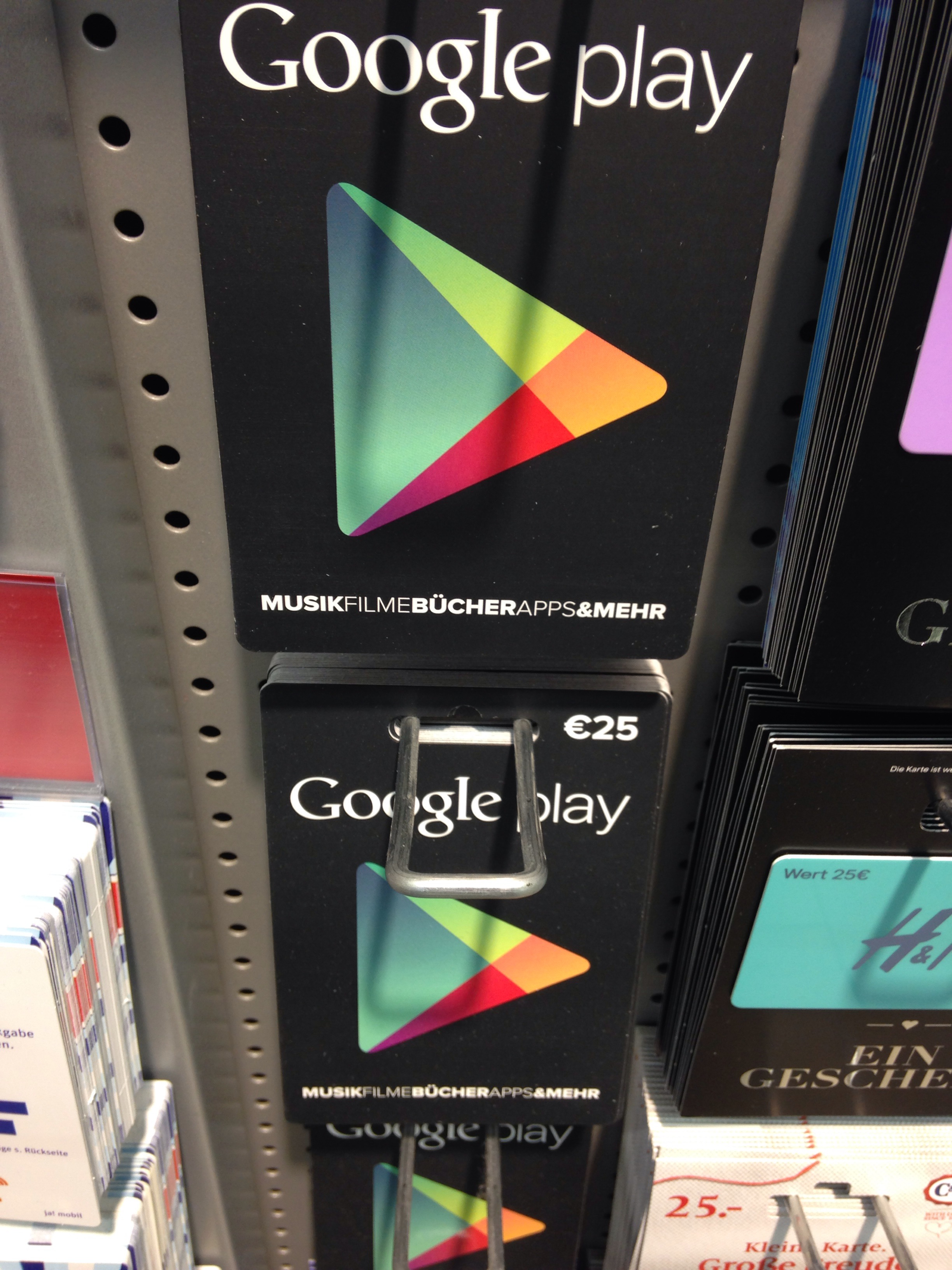
Google-Play-Guthabenkarten

Seit dem 3. April 2009 unterstützt die deutsche Ausführung von Google Play das Bezahlen kostenpflichtiger Angebote. Zuvor war dies nur für Nutzer aus den USA und Großbritannien möglich.
Anfangs konnten nur mit dem Bezahlsystem Google Wallet kostenpflichtige Medien erworben werden. Innerhalb dieses Systems gibt es die Möglichkeit, per Kredit- beziehungsweise Debitkarte zu bezahlen.
In Deutschland können Mobilfunkkunden von Telekom Deutschland, O2 und Vodafone über ihre Telefonabrechnung bezahlen. Seit Juli 2013 gibt es Guthabenkarten im Wert von 15, 25 oder 50 €, welche an verschiedenen Verkaufsstellen erhältlich sind. Seit Mai 2014 kann mit PayPal bezahlt werden. Dies ist in Deutschland und 20 anderen Ländern möglich, darunter Österreich, Schweiz und den USA.
Seit 2018 werden zudem in zehn Staaten (Deutschland, Frankreich, Spanien, Griechenland, Vereinigtes Königreich, Polen, Tschechische Republik, Slowakei, Slowenien und Zypern) paysafecard PINs als Zahlungsmittel akzeptiert.
Zunehmend wurde der Verkauf des Guthabens auch an vielen Automaten (Geldautomat, Fahrkartenautomat etc.) eingeführt.
Ab dem 8. Januar 2018 haben sich Android Pay und Google Wallet zu einem einzigen Bezahlsystem namens Google Pay zusammengeschlossen.

### Inoffizielle apk-Downloader für den Google Play Store
- Aurora Store als App für Android
- Raccoon für Java (englisch)
- APK Downloader als Browser-Addon für Firefox und Chrome (englisch)